# Orson
Orson var et rockband fra USA, der eksisterede fra 2000 til 2007.

## Diskografi
- Bright Idea (2006)
- Culture Vultures (2007)

| Musikgruppe | Spire Denne artikel om en amerikansk musikgruppe er en spire som bør udbygges. Du er velkommen til at hjælpe Wikipedia ved at udvide den. |